# HD 587
HD 587，又名BD-06 11，SAO 128621、HR 29，是一颗恒星，视星等为5.84，位于銀經96.99，銀緯-66.03，其B1900.0坐标为赤經0h 5m 11.6s，赤緯-5° -66.03′ 15″。